# برنارد ديشان (لاعب هوكي الجليد)
برنارد ديشان (بالفرنسية: Bernard Deschamps)‏ هو لاعب هوكي الجليد فرنسي، ولد في 29 مايو 1944 في Ploemeur ‏ في فرنسا.

## وصلات خارجية
- برنارد ديشان على موقع EliteProspects.com (الإنجليزية)
- برنارد ديشان على موقع أوليمبيديا (الإنجليزية)